# Đường Hồng
Đường Hồng là một xã thuộc tỉnh Tuyên Quang, Việt Nam.

## Địa lý
Xã Đường Hồng có vị trí địa lý:
- Phía đông giáp xã Đường Âm
- Phía tây giáp tỉnh Tuyên Quang và xã Yên Cường
- Phía nam giáp tỉnh Tuyên Quang
- Phía bắc giáp xã Yên Cường.

Xã Đường Hồng có diện tích 42,57 km², dân số năm 2019 là 4.314 người, mật độ dân số đạt 101 người/km².

## Hành chính
Xã Đường Hồng được chia thành 9 thôn: Bản Đúng, Khuổi Mạ, Khuổi Luông, Nà Khâu, Nà Nưa 1, Nà Nưa 2, Lùng Cuối, Khuổi Hon, Tiến Minh.

## Lịch sử
Ngày 13 tháng 2 năm 1987, Hội đồng Bộ trưởng ban hành Quyết định 28-HĐBT về việc thành lập xã Đường Hồng trên cơ sở 4.320 hécta đất với 2.333 nhân khẩu của xã Đường Âm.